# Yutaka Higuchi
Pour les articles homonymes, voir Higuchi.
Yutaka Higuchi (樋口 豊, Higuchi Yutaka), né le 20 septembre 1949 à Tokyo au Japon, est un patineur artistique japonais, triple champion du Japon de 1970 à 1972.

## Biographie

### Carrière sportive
Yutaka Higuchi domine le patinage japonais en devenant trois fois consécutivement champion du Japon entre 1970 et 1972.
Il représente son pays à trois mondiaux (1970 à Ljubljana, 1971 à Lyon et 1972 à Calgary) et à deux olympiades (1968 à Grenoble et 1972 à Sapporo).
Il quitte les compétitions sportives après les mondiaux de 1972.

### Reconversion
Yutaka Higuchi est diplômé de l'Université Hōsei.
Après sa retraite sportive, il devient entraîneur dans son pays et commentateur des compétitions de patinage artistique pour la télévision japonaise.

## Palmarès
| Compétition             | 1966    | 1967    | 1968    | 1969    | 1970    | 1971    | 1972    |  |  |  |  |  |  |  |
| Jeux olympiques d'hiver |         |         | 25e     |         |         |         | 16e     |  |  |  |  |  |  |  |
| Championnats du monde   |         |         |         |         | 20e     | 20e     | 15e     |  |  |  |  |  |  |  |
| Championnats du Japon   | 3e      | 3e      | 2e      |         | 1er     | 1er     | 1er     |  |  |  |  |  |  |  |
|                         |         |         |         |         |         |         |         |  |  |  |  |  |  |  |
| Autre Compétition       | 1965/66 | 1966/67 | 1967/68 | 1968/69 | 1969/70 | 1970/71 | 1971/72 |  |  |  |  |  |  |  |
| Moscou Skate            |         |         |         |         |         |         | 5e      |  |  |  |  |  |  |  |
|                         |         |         |         |         |         |         |         |  |  |  |  |  |  |  |